# 义净
義淨（635年—713年），俗姓张，字文明，齐州山茌（在今山東省濟南市长清区）人，唐代高僧，三藏法師，佛經翻譯家。

## 生平
義淨生于贞观八年（635年）。貞觀15年（641年），七歲時在齊州城西的土窟寺出家，親教師為善遇法師，軌範師為慧習禪師。
貞觀19年（645年），玄奘三藏自印度回到長安，轟動中國佛教界。義淨聽聞到法显、玄奘等西去天竺求法壯舉，十五岁即萌生西遊的念頭。貞觀20年（646年），其師善遇法師過世。
永徽6年（655年），義淨21歲，由慧習禪師為他授具足戒。此後五年，開始學習律藏。顯慶4年（659年），慧習禪師鼓勵義淨出外游學，義淨到達洛陽，學習《阿毗達摩論》與《攝大乘論》；之後又轉往長安，學習《俱舍論》與唯識宗諸論。他在此時，习摄论宗、唯识宗、俱舍宗各派理論，對大乘教義情有獨鍾。麟德元年（664年），玄奘在長安過世。
唐高宗咸亨元年（670年），義淨36岁，在長安與幾名僧人相約，为了求经弘法和瞻礼佛蹟，取道南海赴天竺。他回到齊州，向慧思禪師辭行後，前往南方。咸亨二年（671年）秋，他在揚州認識一名預備前往嶺南道龔州擔任郡守的官員，名叫馮孝銓，於是跟隨馮孝銓南行。在馮孝銓家族的資助下，他搭上波斯商人的貨船，自廣州前往印度。途中在室利佛逝國（位於今印尼蘇門答臘）停留六個月，學習梵語。經室利佛逝王的幫助，在咸亨四年（673年）2月8日，到達南印度多摩梨帝国。他在南印度遇見玄奘法師的弟子大乘燈，停留了一年，學習梵語，之後兩人結伴，跟隨商旅到達中印度，四處游歷。上元2年（675年），義淨到达那爛陀寺，在此停留了十年。
垂拱元年（685年），義淨帶著自己翻譯中的經典，準備由海路回到中國。他在室利佛逝停留了六年，期間回到廣州一次，但沒有久留，可能是因為當時朝廷政治狀況不明朗。永昌元年（689年），義淨與四位僧人又從廣州回到室利佛逝，一同譯經。
武周天授二年（691年），義淨派遣另一位中國僧人大津，帶著他譯成的幾部經論，上書長安，以探求朝廷意向。長壽二年（693年），義淨終於又回到廣州，之後北上。證聖元年（695年）夏天，義淨到達洛陽，武則天親自出城迎接，以表示對他的尊重。他最初居住在大福先寺，與實叉難陀、菩提流志等人一同翻譯《華嚴經》，至聖歷二年（699年）完成。
久視元年（700年），義淨開始獨自翻譯佛經。到長安三年（703年）為止，共譯出佛經20部115卷。義淨此時受到朝廷高度重視，經常跟隨武則天出巡。
神龍二年（706年），唐中宗命令在大薦福寺中，專門設置一所翻經院，讓義淨在此工作。義淨領導譯場工作，在譯經之餘，也努力教授學生。
太極元年（712年），義淨78歲，體力開始無法負荷工作，出現生病的跡象。先天二年（713年）正月初17，義淨在大薦福寺翻經院圓寂，終年79，僧臘59。

## 著作
义净一生，有志求法，不惜循海路赴印，求取经律之餘，并开拓了中国与印度及南海一带的海路交通。而他的译经及著述，对后世的影响甚大。義凈一生共譯經56部230卷，與鳩摩羅什、真諦、玄奘并稱為中國佛教史上的四大翻譯家，義凈譯經的特點是在譯文或正文下面加寫注解，保留了許多珍貴的史料。故后人往往将他与法显及玄奘二人并列，视为开拓中外交通的关键人物。
古代罌粟稱作「藥煙」，在印度作為醫療用途，曾海路往返印度的義淨大師，在其譯作《根本一切有部毗奈耶雜事》中介紹其藥服方法與功用記載。五代十國後，罌粟藥方功能定位為調養肺胃，北宋期間《開寶本草》續載藥用含促進消化功效。
作品
- 《南海寄归内法传》、《重归南海传》：记述了义净在印度和南海二十五年的豐富见闻，提供了宗教历史、社会、经济生活、文化发展等各方面的詳實資料。除记述南海求法高僧事蹟外，兼有经济、风俗及航程的记载，实为当时及后来研究南洋诸国的重要记载，也曾引起中国人对南海等地的认识及旅游、經商的兴趣，更是后世史家研究唐代国际交通的重要资料来源。并反映出自唐高宗以后，中印海路交通渐趨发达的事實。

- 《大唐西域求法高僧传》：与他同行的僧人取陆路，捨传统的新疆、中亚故道，改采新开发的「西藏──尼泊尔道」。实反映唐初以后中印交通发展的新趋势及新情况。
- 別說罪要行法
- 受用三水要法
- 護命放生軌儀

編輯
- 《梵语千字文》：以幫助中国僧人学习梵文，使得更多僧人按照他對陆路、海路的记述，前往印度求取佛经，豐富漢地的經藏，提高中國僧人的佛學水平。

譯作
〔經藏〕
- 金光明最勝王經（另有曇無讖譯本）
- 能斷金剛般若波羅蜜多經（另有羅什、玄奘等譯本）
- 佛為難陀說出家入胎經（出根有律雜事，編入大寶積經入胎藏會）
- 入定不定印經（不必定入定入印經同本異譯)
- 藥師瑠璃光七佛本願功德經（另有笈多、玄奘等譯本）
- 彌勒下生成佛經（另有羅什等譯本）
- 佛為勝光天子說王法經（諫王經、勝軍王經同本異譯）
- 浴像功德經（另有寶思惟譯本）
- 數珠功德經（另有寶思惟譯本）
- 觀自在菩薩如意心陀羅尼呪經（另有實叉難陀、寶思惟等譯本）
- 曼殊室利菩薩呪藏中一字呪王經（另有寶思惟譯本）
- 稱讚如來功德神呪經（十二佛名神呪經同本異譯）
- 大孔雀呪王經（另有僧加婆羅、不空等譯本）
- 佛頂尊勝陀羅尼經（另有佛陀波利、日照等譯本）
- 莊嚴王陀羅尼呪經
- 香王菩薩陀羅尼呪經
- 一切功德莊嚴王經
- 拔除罪障呪王經
- 善夜經
- 療痔病經（根本說一切有部尼陀那第二卷亦載此呪 ）
- 大乘流轉諸有經（大方等修多羅經、轉有經之同本異譯）
- 妙色王因緣經
- 佛為海龍王說法印經
- 五蘊皆空經（英语：Anattalakkhaṇa Sutta）（出雜阿含經）
- 三轉法輪經（出雜阿含經）
- 無常經，亦名三啟經
- 八無暇有暇經（出阿含經）
- 長爪梵志請問經（出阿含經）
- 譬喻經
- 略教誡經

〔論藏〕
- 能斷金剛般若波羅蜜多經論頌，彌勒造，無著出
- 能斷金剛般若波羅蜜多經論釋，世親造（另有菩提流支譯本）
- 因明正理門論，陳那造（另有玄奘譯本）
- 成唯識寶生論，又名二十唯識頌釋論，護法造
- 觀所緣論釋，護法造
- 掌中論，陳那造
- 取因假設論，陳那造
- 觀總相論頌，陳那造
- 手杖論，釋迦稱造
- 法華論（佚失）
- 集量論，陳那造（佚失）

〔律藏〕
- 根本說一切有部毘奈耶，五十卷
- 根本說一切有部苾芻尼毘奈耶，二十卷
- 根本說一切有部毘奈耶事，七、八十卷（共十七事，僅存出家事、隨意事、安居事、皮革事、藥事、羯恥那事、破僧事，其餘亡佚）
- 根本說一切有部毘奈耶雜事，四十卷
- 根本說一切有部尼陀那目得迦，十卷
- 根本說一切有部戒經
- 根本說一切有部苾芻尼戒經
- 根本說一切有部百一羯磨
- 根本說一切有部毘奈耶頌，毘舍佉造
- 根本說一切有部毘奈耶雜事攝頌
- 根本說一切有部尼陀那目得迦攝頌
- 根本薩婆多部律攝，勝友集

〔禪要〕
- 六門教授習定論，無著頌、世親釋
- 止觀門論頌，世親造

〔其他〕
- 一百五十讚佛頌，摩咥里制吒造
- 龍樹菩薩勸誡王頌， 龍樹造（另有僧伽跋摩等譯本）
- 劫章頌，世親造[3]